# Terminal Terrestre de Babahoyo
Terminal Terrestre de Babahoyo es una terminal de buses en la ciudad de Babahoyo, Ecuador. Está ubicada en la avenida 25 de Junio ,tras casi tres años de construcción, la obra fue esperada por los ciudadanos debido a que la infraestructura controla el caos vehicular y peatonal que imperaba en la ciudad. Antes de su construcción en la ciudad existían más de 15 miniterminales de 16 cooperativas intercantonales e interprovinciales de los cuales la mayoría de la población viajaban a Quito, Guayaquil, Guaranda, Milagro, Vinces, Montalvo, Ambato, La Unión, Urdaneta, Mata de Cacao, Pimocha, Baba entre otras localidades, sumando algunas unidades de transporte público local y decenas de taxis que incidían en el aumento del tráfico de la ciudad.
Finalmente la terminal fue inaugurada el 29 de abril de 2014 con un costo aproximado de 6 millones de dólares por parte del gobierno nacional, tiene capacidad para atender aproximadamente a 16.000 usuarios diarios los cuales disponen de 21 boleterías, 24 andenes, 16 locales comerciales y 8 de comida, 30 parqueos para buses, 150 estacionamientos para vehículos livianos, 60 para taxis y motos, aglomerando una infraestructura de 34.561,68 m².
Su edificio principal cuenta con 3,174 m² de extensión operando más de 35 cooperativas de transporte, conecta especialmente varias provincias de la Costa y Sierra ecuatoriana.